# 阿特伍德 (堪薩斯州)
阿特伍德（英語：Atwood）是一個位於美國堪薩斯州羅林斯縣的城市。同時該地也是羅林斯縣的縣治。

## 地方資料
阿特伍德的座標為39°48′32″N 101°02′29″W / 39.80889°N 101.04139°W，而該地的海拔高度為871米（即2858英尺）。根據2010年美國人口普查，該地共人口1290人，而該地的面積約為2.91平方千米。